# Cambridge (Massachusetts)
Cambridge es una ciudad ubicada en el condado de Middlesex en el estado de Massachusetts, Estados Unidos. En el Censo de 2020 tenía una población de 118 403 habitantes y una densidad poblacional de 7182 personas por km². Se encuentra al este del estado, a las afueras de Boston. 
Cambridge es conocida por albergar la Universidad de Harvard y el Instituto Tecnológico de Massachusetts (MIT). Según el censo del año 2000, la ciudad tiene una población de 101 355 habitantes, aunque muchas más personas van a Cambridge a trabajar.

## La ciudad
La población de Cambridge es muy diversa. Sus residentes, conocidos como cantabrigians, van desde distinguidos profesores del MIT y de Harvard a familias de clase obrera, pasando por inmigrantes de todo el mundo. La primera unión civil entre personas del mismo sexo en Estados Unidos se realizó en el ayuntamiento de Cambridge.
Esta diversidad contribuye al ambiente liberal y puede ser comparado a Berkeley, California en algunos aspectos. Esto, junto a las históricas protestas estudiantiles y un rechazo al control legal de las rentas de arrendamiento, le ha valido la humorística denominación de «República Popular de Cambridge». Cambridge es hoy en día una ciudad renovada urbanamente, de clase media-alta y con un creciente mercado de propiedades, cruzando el río desde Boston. También se le conoce como la «ribera izquierda de Boston».
Cambridge ha sido también llamada por algunos la «ciudad de las plazas» (City of Squares en inglés), ya que la mayor parte de sus distritos comerciales son grandes intersecciones conocidas como squares. En la región de Nueva Inglaterra, el término square se aplica a un área comercial, generalmente formada alrededor de la intersección de tres o más calles, y que originalmente consistía en un área cuadrada despejada. Como la mayoría de las calles se construyeron hace siglos, solo algunas plazas conservan la forma geométrica de un cuadrado. Harvard Square está, por ejemplo, formada por dos calles curvas convergentes. Cada una de estas plazas hace las veces de un centro vecinal. Entre ellas se incluyen:
- Kendall Square, formada por la intersección de las calles Broadway, Main Street y Third Street, luego del puente Longfellow que comunica Cambridge con Boston, y en la punta occidental del campus del MIT. En sus alrededores se encuentra la estación Kendall de la línea roja del metro. Aquí se ubica la mayor parte de los grandes rascacielos de oficinas de Cambridge y una próspera industria biotecnológica ha crecido en el sector circundante.
- Central Square, formada por la intersección de la avenida Massachusetts, Prospect Street y la avenida Western. Es quizás lo más cercano a un centro financiero y comercial en Cambridge, y es muy conocido por su amplia variedad de restaurantes étnicos. En los años 1990 fue en parte desmantelada y el área experimentó una controvertida renovación urbana en los últimos años y continúa aumentando su valor. En su entorno se encuentra la estación del metro del mismo nombre.
- Lafayette Square, formada por la intersección de la avenida Massachusetts, Columbia Street, Sidney Street y Main Street, es considerada parte del área de Central Square.
- Harvard Square, formada por la intersección de la avenida Massachusetts, Brattle Street, y JFK Street. Aquí se ubica la Universidad Harvard, la universidad más antigua de los Estados Unidos, y un importante área de compras en Cambridge. En su entorno se encuentra la estación del metro del mismo nombre. El barrio norte de Harvard al este de avenida Massachusetts se conoce como Agassiz, en honor del afamado científico Louis Agassiz.
- Porter Square, cerca de una milla al norte de avenida Massachusetts desde Harvard Square, formada por la intersección de las avenidas Massachusetts y Somerville, e incluye parte de la ciudad de Somerville. En su entorno se encuentra la estación Porter del metro.
- Inman Square, en la intersección de las calles Cambridge y Hampshire, en el centro de Cambridge. En esta plazase ubican diversos restaurantes, bares y boutiques.
- Lechmere Square, en la intersección de las calles Cambridge y First, adyacente al centro de compras CambridgeSide Galleria. Es conocido por estar ahí la estación terminal de la línea verde del metro.

Entre los barrios residenciales están Cambridgeport, al oeste de Central Square, hacia el río Charles; Riverside, al sur de avenida Massachusetts hacia el río Charles, entre Central y Harvard Square; East Cambridge; Wellington-Harrington; North Cambridge; Agassiz; Avon Hill; Brattle Street; Strawberry Hill; y Mid Cambridge, delimitada por Central, Harvard, Inman Square, y la ciudad de Somerville.
En el margen occidental de Cambridge, el Cementerio de Mount Auburn es conocido por sus los distinguidos personajes ahí sepultados, por su magnífico paisajismo y por su destacado arboretum.
Aunque se ven a menudo referencias al "área de Boston/Cambridge" en la prensa, Cambridge prefiere conservar una identidad propia.

Panorama urbano de Cambridge desde el puente Harvard

## Historia

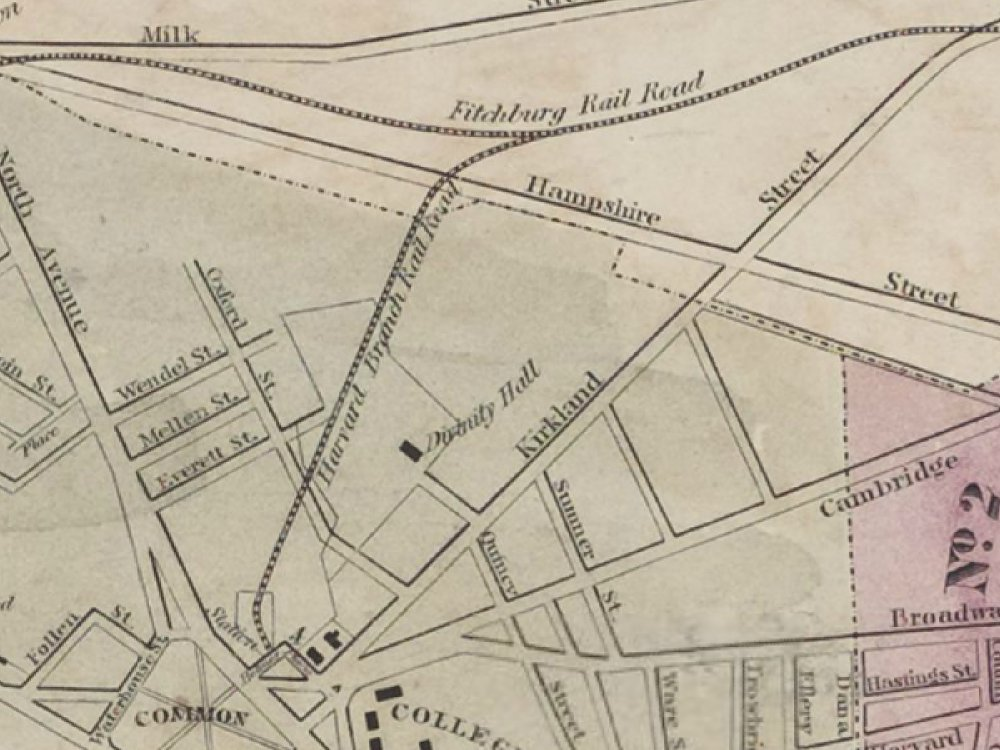
Mapa de vías ferroviarias de Cambridge en 1852.

Cambridge se estableció con el nombre de Newtowne (‘Ciudad Nueva’) en 1630. Newtowne fue una de las numerosas ciudades fundadas por los 700 colonos puritanos originales de la Colonia de la Bahía de Massachusetts, bajo el mandato del gobernador John Winthrop. El sitio original del poblado estuvo en el que hoy es el corazón de Harvard Square, mientras que la ciudad incluía un área mucho más grande que la actual, con varias áreas periféricas que se convirtieron en ciudades independientes a través de los años: Newton (originalmente Newtown) en 1690, Lexington (Cambridge Farms) en 1712, y Arlington (West Cambridge) y Brighton (Little Cambridge), las que fueron anexadas a Boston en 1807.
En 1636 la colonia fundó el Harvard College para formar ministros y se eligió a Newtowne como sede. En 1638 se cambió el nombre a la ciudad por el de Cambridge en referencia a Cambridge, Inglaterra, para reflejar su condición de centro de educación superior en la colonia.
Cambridge creció como un poblado agrícola, lentamente y siguiendo el camino a Boston, la capital colonial, por 13 kilómetros. A la época de la Guerra de Independencia, la mayoría de los residentes vivían cerca de Common y Harvard College, con granjas y haciendas abarcando la mayor parte de la ciudad. La mayoría de los habitantes eran descendientes de los primeros colonos puritanos, aunque había también una pequeña élite de Anglicanos "respetables" que no estuvieron implicados en la vida de la ciudad, preocupados de sus haciendas, inversiones y comercio, viviendo a lo largo del camino a Watertown (actual Brattle Street). La mayoría de esas fincas fueron confiscadas después de la revolución y vendidas a los Lealistas.
Entre 1790 y 1840, Cambridge comenzó a crecer rápidamente con la construcción del puente West Boston o Longfellow en 1792 que conectó la ciudad directamente con Boston, haciendo innecesario viajar los 13 kilómetros a través de Boston Neck, Roxbury y Brookline para cruzar el río Charles. En 1809 se construyó un segundo puente, el Canal Bridge, que cruza el canal Middlesex. Los nuevos puentes y vías hicieron que los terrenos agrícolas y marismas se transformaran en un distrito industrial y residencial. Mucho después se construyeron carreteras como la Concord Turnpike (actual Broadway y avenida Concord) y la Middlesex Turnpike (calle Hampshire y avenida Massachusetts al noreste de Porter Square) y las actuales calles Cambridge, Main y Harvard fueron caminos para conectar distintas áreas de Cambridge hacia los puentes. Además, los ferrocarriles entrecruzaron la ciudad durante la misma época, llevando al desarrollo de Porter Square, así como a las creación de la vecina ciudad de Somerville a partir de las áreas rurales de Charlestown.
Cambridge fue incorporada como la segunda ciudad de Massachusetts en 1846. Su centro comercial también comenzó a trasladarse desde Harvard Square a Central Square, zona que se convirtió en el centro de la ciudad. Entre 1850 y 1900, Cambridge adquirió la mayor parte de su actual fisonomía, incluyendo el desarrollo del tranvía suburbano a lo largo de las carreteras, barrios industriales y de clase obrera en East Cambridge, construcción de confortables casas de clase media en antiguas haciendas en Cambridgeport y Mid-Cambridge, y enclaves de clase alta cerca de la Universidad Harvard y en las colinas más bajas de la ciudad. La llegada del ferrocarril a North Cambridge y Northwest Cambridge permitieron los tres mayores cambios en la ciudad: el desarrollo de fábricas de ladrillos y construcciones hechas en este material entre las avenidas Massachusetts, Concord y Alewife Brook; la fábrica de hielo de Frederic Tudor en Fresh Pond; y el loteo de las últimas haciendas para su conversión en subdivisiones residenciales, lo que permitiría construir viviendas para los miles de inmigrantes que se llegaron a trabajar en las nuevas industrias.

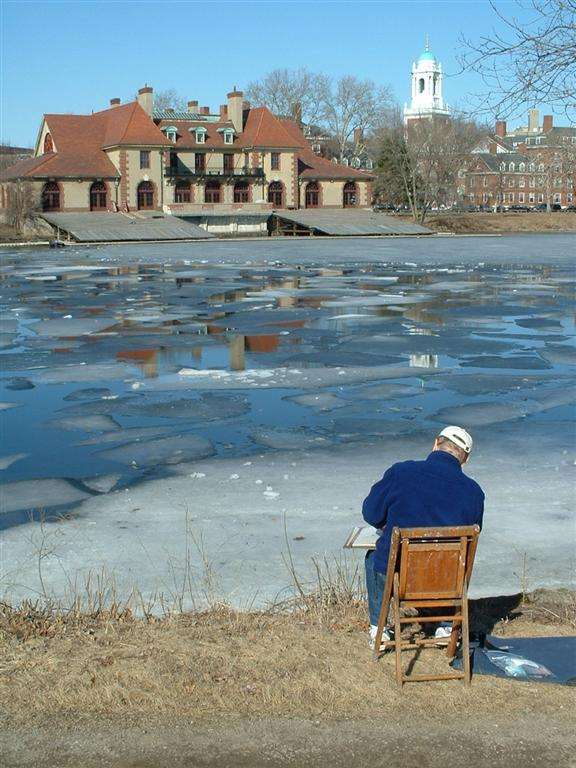
Una vista de Weld Boathouse y Harvard cruzando el Río Charles.

En 1920, Camdridge era una de las principales ciudades industriales de Nueva Inglaterra, con cerca de 120 000 habitantes. Como la industria en el este de Estados Unidos comenzó a declinar con la Gran Depresión y luego con la Segunda Guerra Mundial, Cambridge perdió buena parte de su base industrial. Además, comenzó la transición desde ser un centro industrial a uno intelectual. La Universidad Harvard siempre ha sido importante en la ciudad (tanto por la cantidad de terreno de la que es dueña como por la importancia institucional), pero comenzó a ejercer un rol más dominante en la vida y la cultura de la ciudad. La mudanza del Instituto Tecnológico de Massachusetss desde Boston en 1912 aseguró el estatus de Cambridge como el centro intelectual de los Estados Unidos.
Después de los años 50, la población de la ciudad comenzó a bajar lentamente, siendo reemplazadas las familias por solteros y parejas jóvenes. A finales del siglo XX, Cambridge tenía uno de los mercados inmobibliarios más expansivos en el noreste de los Estados Unidos. Así como mantiene la diversidad en clases, razas y edades, se hace más difícil para aquellos que crecieron en la ciudad el permanecer en ella.

## Geografía
Cambridge se encuentra ubicada en las coordenadas 42°22′34″N 71°7′6″O / 42.37611, -71.11833. Según la Oficina del Censo de los Estados Unidos, Cambridge tiene una superficie total de 18.4 km², de la cual 16.54 km² corresponden a tierra firme y (10.15%) 1.87 km² es agua.

## Demografía
Según el censo de 2010, había 105.162 personas residiendo en Cambridge. La densidad de población era de 5.713,94 hab./km². De los 105.162 habitantes, Cambridge estaba compuesto por el 66.57% blancos, el 11.65% eran afroamericanos, el 0.23% eran amerindios, el 15.1% eran asiáticos, el 0.04% eran isleños del Pacífico, el 2.13% eran de otras razas y el 4.28% pertenecían a dos o más razas. Del total de la población el 7.58% eran hispanos o latinos de cualquier raza.

## Educación

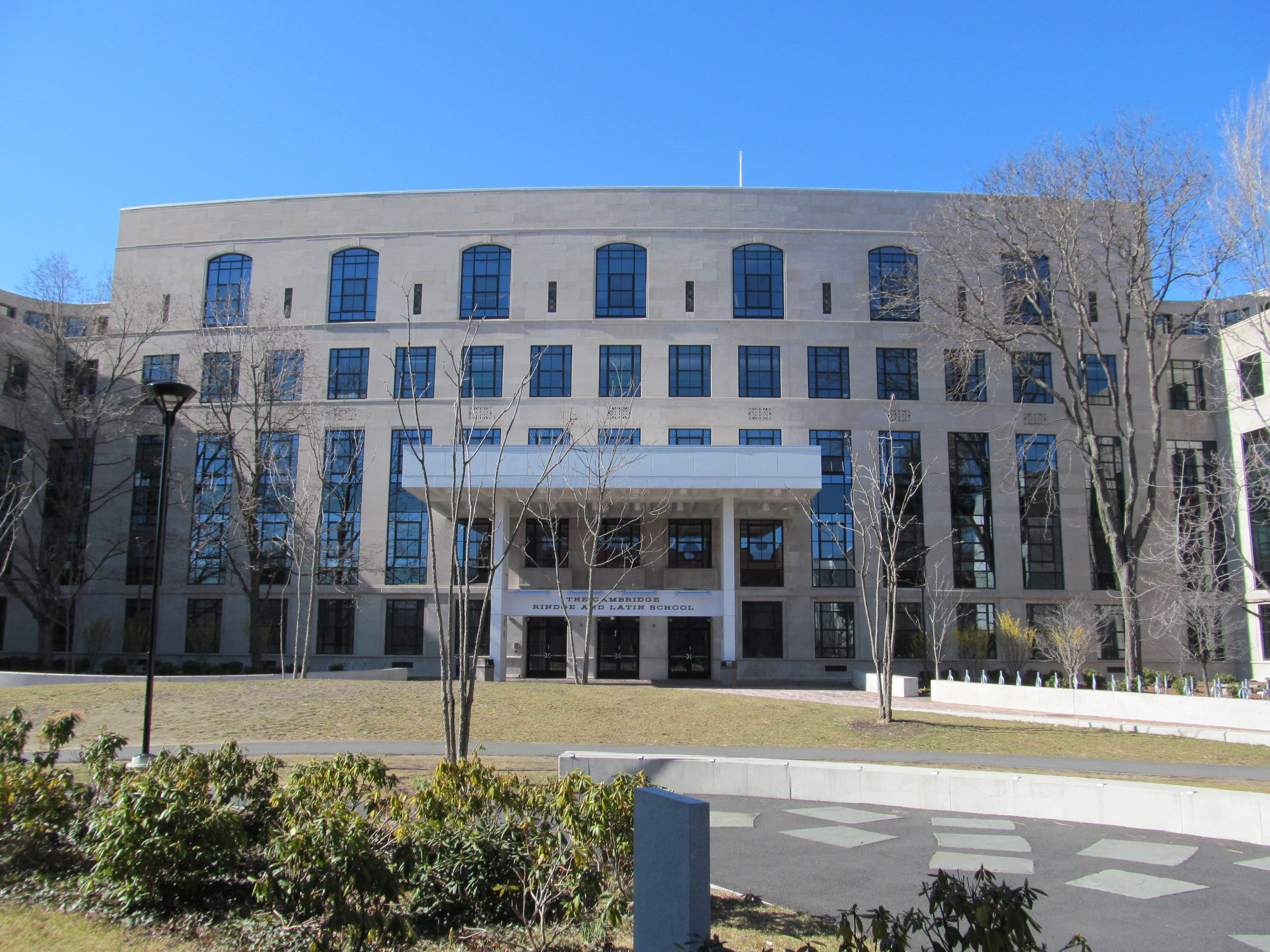
Cambridge Rindge & Latin School (escuela preparatoria pública de Cambridge)

Las Escuelas Públicas de Cambridge gestiona las escuelas públicas.

## Monumentos y lugares de interés
- Cambridge City Hall
- Río Charles
- Universidad Harvard
- Instituto Tecnológico de Massachusetts

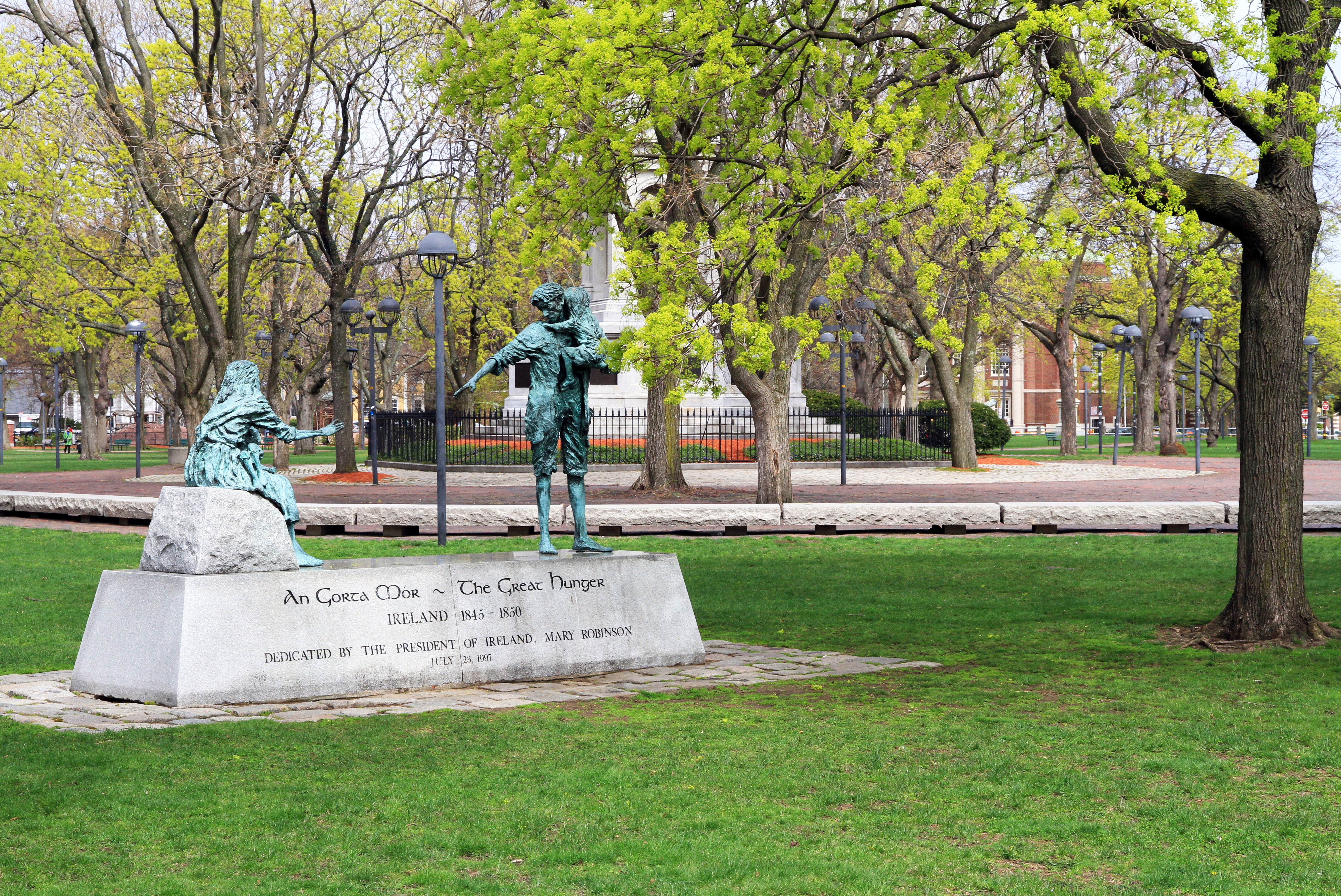
Cambridge Common

- Cementerio Mount Auburn
- Cambridge Common

## Personajes célebres asociados a Cambridge
- Bhumibol Adulyadej, rey de Tailandia
- Ben Affleck
- Louis Agassiz
- Charles Bickford
- Julia Child
- Noam Chomsky
- E. E. Cummings
- Matt Damon
- Doc Edgerton
- Charles Eliot
- Charles William Eliot
- Richard P. Feynman
- John Kenneth Galbraith
- Louise Glück
- Juliana Hatfield
- Oliver Wendell Holmes
- Henry James
- William James
- Henry Kissinger
- Henry Wadsworth Longfellow
- James Russell Lowell
- Yo-Yo Ma
- Charles Eliot Norton
- Tip O'Neill
- Robert Reich
- Frederick Hastings Rindge
- Rumeal Robinson
- Patrick Stewart
- Steve Waring
- Sam Waterston
- Norbert Wiener
- Nathaniel Jarvis Wyeth
- Paul Michael Glaser
- Henrietta Leavitt
- Luis Rodolfo Abinader Corona Presidente de República Dominicana